# Pericoma servadeii
Pericoma servadeii är en tvåvingeart som beskrevs av Salamanna 1982. Pericoma servadeii ingår i släktet Pericoma och familjen fjärilsmyggor.
Artens utbredningsområde är Italien. Inga underarter finns listade i Catalogue of Life.